# Osphronemidae

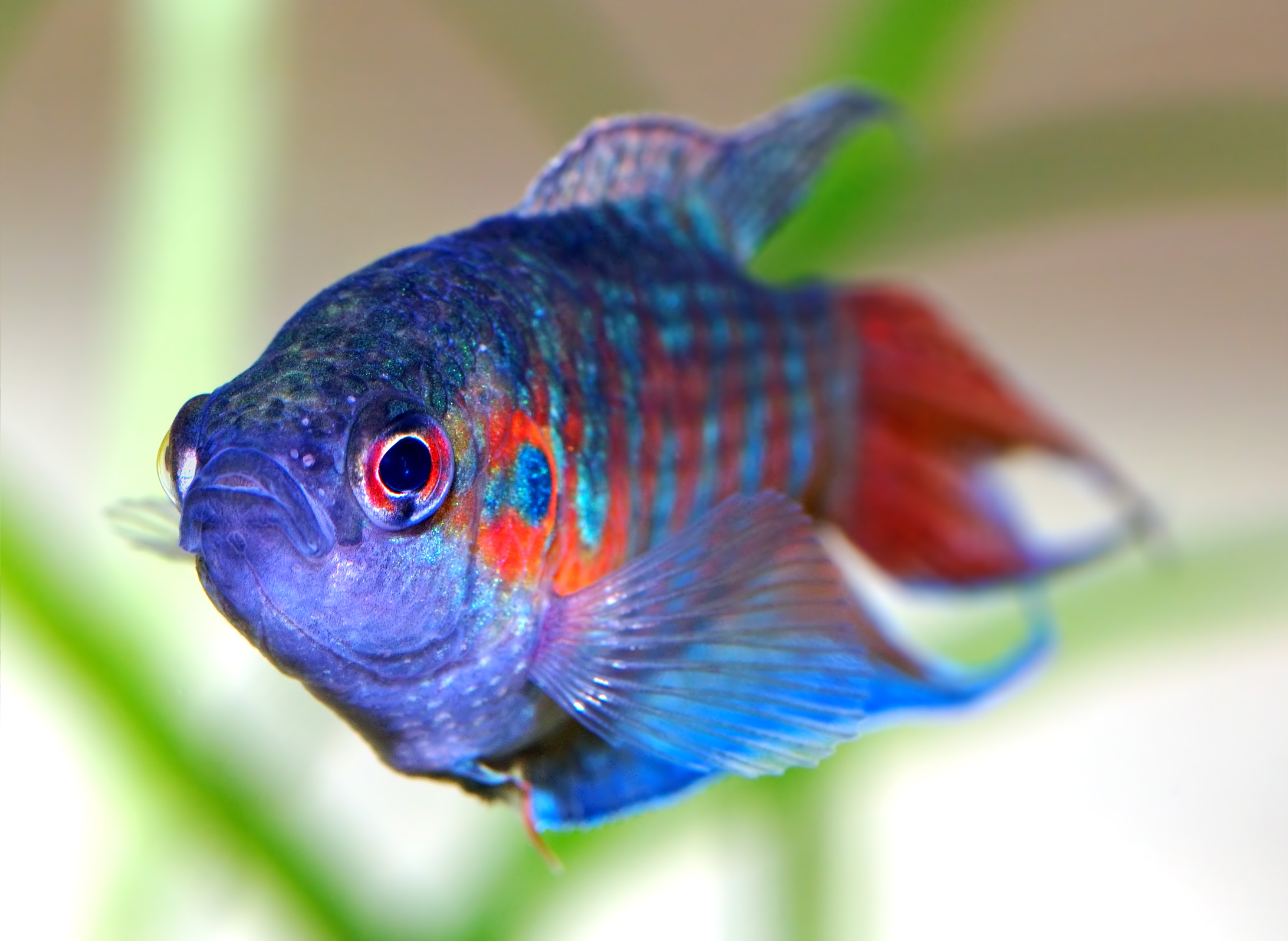
Macropodus opercularis (Paraíso)

Osphronemidae é uma família de peixes da subordem Anabantoidei. O grupo inclui algumas espécies muito populares em aquarismo como o Betta splendens, Gourami pigmeu, Trichogaster leeri, Macropodus opercularis, Parosphromenus, Sphaerichthys vaillanti, Luciocephalus pulcher.